# 帚状香茶菜
帚状香茶菜（学名：Isodon scoparius）为唇形科香茶菜属下的一个种。